# Johan Snoilsky
Johan Snoilsky, född den 16 februari 1708 i Riga, död den 13 mars 1787 i Karlskrona, var en svensk greve och sjömilitär. Han var farfar till Nils Snoilsky.

## Biografi
När Snoilsky var sexton år gammal, anställdes han som page hos konung Fredrik I och ingick 1728 vid flottan, varefter han för sin utbildning i sjöyrket 1730–1736 tjänstgjorde i holländska marinen. Under denna sin övningstid befann han sig för det mesta på den eskader, som kryssade i Medelhavet mot marockanska sjörövare. Han kom att delta i fyra träffningar med deras flottor samt bevista erövringen av fästet Mogador på afrikanska kusten.
Vid sin hemkomst till Sverige utnämndes han till löjtnant vid amiralitetet och kommenderades 1738 på örlogsskeppet Sverige, som, på väg till Konstantinopel, förliste i Spanska sjön, varvid 150 man av besättningen omkom. Medan han ännu var löjtnant deltog han i finska kriget 1741–1743 men befordrades 1744 till kapten, 1749 till kommendörkapten och 1756 till generaladjutant.
Under kriget i Pommern 1757–1762 deltog han i de flesta sjöoperationerna och hade flera viktiga värv, bland annat var han för en tid befälhavare för de till Pommern översända galärerna. Han blev 1765 schoutbynacht, 1769 riksråd, 1770 friherre och året därefter greve. Snoilsky räknades i politiken till hattarna och insattes 1755 i sekreta utskottet.
Det var dock mera på grund av sitt personliga anseende än på grund av några skarpt utpräglade politiska tänkesätt som Snoilsky vid 1769 års riksdag intogs i rådskammaren. Redan vid följande riksdag tog han på våren 1772 frivilligt avsked med pension, därtill förmådd av kung Gustav III, som ville bereda rum i rådet åt några mössor för att möjliggöra en försoning mellan partierna. Avsikten misslyckades, men Snoilsky undgick därigenom att förklaras förlustig ständernas förtroende och dömas till avsättning.
Hans föräldrar var majoren vid Jönköpings regemente Gustaf von Snoilsky och Vendela Margareta von Campenhausen. Han var gift första gången 1736 med Maria Katarina Spalding och andra  gången 1746 med Charlotta Katarina von Psilander,